# Amalie Mánesová
Amalie Mánesová (Praga, 21 de enero de 1817 - Praga, 4 de julio de 1883) fue una pintora de paisajes checa.

## Biografía
Venía de una familia de artistas. Su padre, Antonín Mánes, sus hermanos Josef y Quido y el tío Václav eran pintores. Aunque ella quería especializarse en retratos, su padre consideraba que era inapropiado que una mujer lo hiciera e insistió en que se dedicara a los paisajes. También le dio la única formación que recibió.
Gran parte de su tiempo lo dedicó a enseñar a sus hermanos. Tras de la muerte de su padre en 1843, se hizo cargo de sus cursos de dibujo; en su mayoría patrocinados por aristócratas adinerados. El dinero ganado lo utilizó para ayudar a sus hermanos, que tenían problemas para establecerse en sus propios estudios. Impresionada por el talento de Josef, lo acompañó a Múnich; enseñándole a ser más diligente y frugal.
Una vez allí, sin embargo, se enamoró de una sirvienta y tuvo un hijo ilegítimo, lo que lo dejó alejado de la mayor parte de su familia. Básicamente, el asunto lo arruinó y tuvo que buscar refugio con un patrón. Cuando enfermó en 1866, Amalie lo llevó a Roma para que mejorara su salud, luego volvieron a Praga, donde lo cuidó hasta su muerte en 1871. Durante este tiempo, rechazó una oferta de matrimonio de Václav Levý.

Murió repentinamente de una enfermedad cardíaca. La mayoría de sus obras pertenecen a los descendientes de sus alumnos, aunque algunas de sus obras pueden verse en las colecciones de la Galería Nacional de Praga.

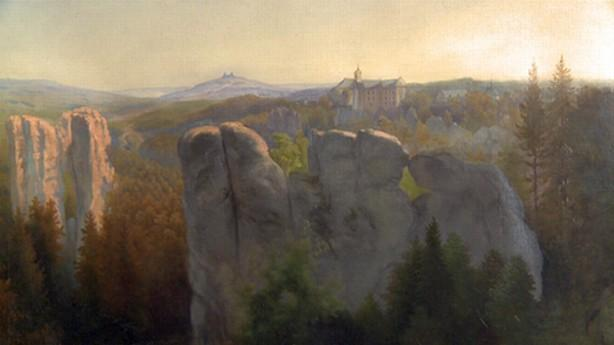
Vista de Hrubá Skála